# Philip Matante
Philip Parcel Gaonnwe Matante (n. Serowe, 25 de diciembre de 1912 - Francistown, 25 de octubre de 1979) fue un militar, político y estadista botsuano que ejerció como miembro de la Asamblea Nacional de Botsuana entre 1965 y 1979. Destacado dirigente de la lucha por la independencia de Bechuanalandia (actual República de Botsuana), fue fundador y presidente del Partido Popular de Botsuana (BPP), primer partido político activo en el país africano. Matante fue líder de la Oposición de Botsuana durante su primera legislatura como país independiente, en el primer mandato presidencial de Seretse Khama (1966-1969).
Fundó el BPP en compañía de Motsamai Mpho, aunque más tarde rompió relaciones con él luego de acusaciones de irregularidades financieras y Mpho fundó el Partido de la Independencia de Botsuana (BIP) con sede en el norte del país. Matante lideró al BPP en las elecciones generales de 1965, las primeras bajo sufragio universal en la historia del país. Obtuvo tan solo 3 escaños contra 28 del BDP liderado por Seretse Khama, aunque de todas formas consiguió convertir al BPP como único partido opositor representado en el Parlamento. Matante representó a la oposición en las conversaciones para la independencia del país en Londres, aunque boicoteó las mismas antes de que se concretara la independencia después de que se rechazaran sus demandas de adelantar las elecciones. Matante conservó su escaño en las elecciones de 1969, pero el BPP perdió la posición de segunda fuerza ante el Frente Nacional de Botsuana (BNF), liderado por Bathoen Gaseitsiwe y, en consecuencia, perdió su cargo como líder de la Oposición.
Matante destacó como parlamentario por su habilidad discursiva. Habiendo pertenecido al Cuerpo de Pioneros Africanos en la década de 1940 y siendo el primer africano no perteneciente a la realeza local en acceder al rango de Sargento Mayor, fue el primer dirigente político en proponer la creación de un ejército profesional para el país, antes de la creación de las Fuerzas de Defensa de Botsuana. Matante fue reelegido para un tercer mandato en 1974 por escaso margen, aunque el BPP continuó perdiendo fuerza ante el BNF como principal fuerza opositora del país. Perdió finalmente su escaño ante el BDP en las elecciones del 20 de octubre de 1979, que tuvieron lugar tan solo cinco días antes de su muerte a la edad de 66 años.